# Abigail Padgett
Pour les articles homonymes, voir Padgett.
Œuvres principales
L'Enfant du silence (série Bo Bradley)
Abigail Padgett, née le 13 mai 1942 à Vincennes (Indiana) aux États-Unis, est une écrivaine américaine de roman policier.

## Biographie
Diplômée en langue anglaise à l’université de l'Indiana à Bloomington en 1964, elle exerce comme professeure à l’école anglaise de St Louis avant de reprendre ses études et d’être à nouveau diplômée en conseil à l’université du Missouri en 1969.
Après divers métiers, elle devient enquêtrice judiciaire pour le service de protection de l’enfance dans le comté de San Diego en Californie. En 1988, elle démissionne et devient avocate pour les déficients mentaux et les enfants tout en se consacrant à sa carrière d’auteur.
S’appuyant sur son expérience professionnelle, elle écrit cinq romans ayant pour personnage central Bo Bradley, une enquêtrice du service de protection de l’enfant, tous édités en France par Payot & Rivages. Sa deuxième série consacrée à la psychologue lesbienne Blue McCarron comporte deux romans mais n’a pas été traduit en France.
Après dix années sans publications, elle revient en 2011 avec Bone Blind puis avec The Paper Doll Museum en 2012.

## Œuvre

### Romans

#### SérieBo Bradley
- Child on Silence (1993) Publié en français sous le titre L'Enfant du silence, traduction de Danièle et Pierre Bondil, Paris, Rivages/Noir no 207, 1995.
- Strawgirl (1994) Publié en français sous le titre Le Visage de paille, traduction de Danièle et Pierre Bondil, Paris, Rivages/Noir no 265, 1997.
- Turtle Baby (1995) Publié en français sous le titre Petite Tortue, traduction de Danièle et Pierre Bondil, Paris, Rivages/Noir no 621, 2006.
- Moonbird Boy (1996) Publié en français sous le titre Oiseau de lune, traduction de Danièle et Pierre Bondil, Paris, Rivages/Noir no 334, 1999.
- The Dollmaker’s Daughters (1997) Publié en français sous le titre Poupées brisées, traduction de Danièle et Pierre Bondil, Paris, Rivages/Noir no 435, 2002.

#### SérieBlue McCarron
- Blue (1998)
- The Last Blue Plate Special (2001)

#### Autres romans
- Bone Blind (2011)
- The Paper Doll Museum (2012)

## Sources
- Claude Mesplède (dir.), Dictionnaire des littératures policières, vol. 2 : J - Z, Nantes, Joseph K, coll. « Temps noir », 2007, 1086 p. (ISBN 978-2-910-68645-1, OCLC 315873361), p. 473-474.